# Mariscala de Juárez
Mariscala de Juárez es una población del estado mexicano de Oaxaca, localizado en el noroeste del estado en la región Mixteca. Es cabecera del municipio del mismo nombre.

## Historia
La población fue fundada a inicios del siglo XVII por María Isabel Navarrete, de ascendencia criolla, y su esposo, un mariscal español, quienes empezaron a explotar la tierra con el apoyo de varias familias originarias de Tlaxcala. A la muerte del mariscal su esposa adquiere su título de nobleza, siendo nombrada Mariscala de Castilla y la población que fundó pasó a ser llamada como Rancho de la Mariscala.
En 1857 se establece como municipio por designio del gobernador del estado de Oaxaca, Benito Juárez, bajo el nombre de Mariscala de Iturbide, en honor al militar independentista Agustín de Iturbide.
El 15 de mayo de 1962 el municipio cambia de nombre a Mariscala de Juárez, su nombre actual.